# Metedwardsia akkeshi
Metedwardsia akkeshi är en havsanemonart som först beskrevs av Uchida 1932.  Metedwardsia akkeshi ingår i släktet Metedwardsia och familjen Edwardsiidae. Inga underarter finns listade i Catalogue of Life.